# 742 до н. е.

## Події
- Згідно з вавилонською хронікою на трон в Еламі вступив цар Хумбан-нікаш.
- Цар Ассирії Тіглатпаласар III вторгся у Самал, а також наніс поразку урартській армії царя Сардурі II, який намагався захистити союзників.
- За однією з версій цього року в Юдейському царстві цар Йотам змінив на троні Уззію.

### Астрономічні явища
- 26 квітня. Кільцеподібне сонячне затемнення.[1]
- 19 жовтня. Повне  сонячне затемнення.[1]

## Померли
- Можливо, Уззія, юдейський цар.